# Olympus rallye 1988
Olympus rallye 1988 byla sedmou soutěží mistrovství světa v rallye 1988. Tým Lancia zde vyhrál šampionát značek. Vítězem se stal Miki Biasion na voze Lancia Delta Integrale. 
Největšími favority byli jezdci tovární Lancie Biasion a Alessandro Fiorio. Další jezdci na soukromých Deltách byli Paolo Alessandrini, Giovanni del Zoppo a Jorge Recalde. Mezi favority patřili i Georg Fischer s vozem Audi 200 Quattro, Rod Millen s vozem Mazda 323 4WD a John Buffum s Audi Quattro. Ve skupině do 1300 cm3 měl dominovat Suzuki World Rallye Team s vozy Suzuki Cultus GTI. Tým Ralliart zde poprvé představil soutěžní vůz Mitsubishi Galant VR-4. 

## Průběh soutěže
První dva testy vyhrál Alessandrini, který ale poté udělal jezdeckou chybu, vyjel z trati a ze soutěže odstoupil. Na sedmém a desátém místě se držely vozy Suzuki, jež řídili Nobuhiro Tajima a Jutaka Avacuhura. Buffum dostal penalizaci za pozdní příjezd na parkoviště. 
Ve druhé etapě vedl Biasion před Fioriem a del Zoppem. Kvůli potížím s turbodmychadlem se propadl Recalde a kvůli jezdecké chybě Millen. Tajima se posunul na šesté místo.
Ve třetí etapě si Biasion hlídal vedení před Fioriem. Na třetí místo se po zrušení penalizace posunul Buffum. O čtvrté místo bojoval del Zoppo a Recalde.

## Výsledky
1. Miki Biasion, Tiziano Siviero – Lancia Delta Integrale
2. Alex Fiorio, Luigi Pirollo – Lancia Delta Integrale
3. John Buffum, John Bellefleur – Audi Quattro
4. Georg Fischer, Thomas Zeltner – Audi 200 Quattro
5. Giovanni del Zoppo, Pierangelo Scalvini – Lancia Delta Integrale – 1. ve skupině N
6. Jorge Recalde, Jorge del Buono – Lancia Delta Integrale – 2. ve skupině N
7. Nobuhiro Tajima, Kenzo Sudó – Suzuki Cultus GTI
8. Rod Millen, Harry Ward III.- Mazda 323 4WD
9. Alan Carter, Martin Headland – Suzuki Cultus GTI
10. Michael Lieu, Geoff Case – Mitsubishi Galant VR-4